# Flugunfall bei Babaçulândia
Der Flugunfall bei Babaçulândia ereignete sich am 15. Juli 1959. An diesem Tag verunfallte eine Curtiss C-46A-40-CU der Paraense Transportes Aéreos, die sich auf einem Frachtflug von Pedro Afonso nach Belém befand, nachdem im Flug ein Triebwerksbrand ausbrach, der eine Notlandung erforderlich machte. Diese geriet zur Bruchlandung, wobei zwei der drei Insassen starben.

## Maschine
Das Flugzeug war eine Curtiss C-46D-40-CU, die im Jahr 1944 im Werk von Curtiss-Wright in Buffalo, New York endmontiert worden war. Sie war während des Zweiten Weltkriegs mit der Werknummer 27051, der Modellseriennummer CU691 und dem militärischen Luftfahrzeugkennzeichen 42-107364 an die United States Army Air Forces (USAAF) ausgeliefert worden. Nach dem Zweiten Weltkrieg wurde sie als Überbestand der USAAF kategorisiert und ausgeflottet. Anschließend wurde die Maschine im Jahr 1953 an die brasilianische Officina Aeronavali übergeben, bei der sie mit dem Luftfahrzeugkennzeichen PP-VCP in Betrieb ging. Im Jahr 1954 übernahm die brasilianische Lóide Aéreo Nacional die Maschine und ließ sie mit dem Kennzeichen PP-LDS wieder zu. Im Jahr 1959 wurde das Flugzeug an die Paraense Transportes Aéreos verkauft und auf das Kennzeichen PT-BEE umregistriert. Das zweimotorige Mittelstreckenflugzeug war mit zwei 18-Zylinder-Doppelsternmotoren des Typs Pratt & Whitney R-2800-75 Double Wasp ausgestattet.

## Passagiere und Besatzung
Den Frachtflug hatte eine dreiköpfige Besatzung angetreten. 

## Unfallhergang
Auf dem Flug von Pedro Afonso nach Belém brach im Bereich des rechten Triebwerks ein Brand aus. Der Propeller des betroffenen Triebwerks wurde in die Segelstellung gebracht und die Piloten versuchten, den Brand mithilfe der Triebwerkslöschanlage zu löschen, was jedoch misslang, sodass eine Notladung erforderlich wurde. Diese geriet zur Bruchlandung, wobei zwei Besatzungsmitglieder getötet wurden und das dritte verletzt wurde. Die Maschine brannte aus.

## Ursache
Die Unfalluntersuchung ergab, dass der Brand durch eine gerissene Kraftstoffleitung verursacht worden war. Das austretende Benzin sei durch den Kontakt mit stark erhitzten Bauteilen der Triebwerksverkleidung in Brand geraten, der sich zu einem nicht kontrollierbaren Feuer weiterentwickelte.